# Chiton venustus
Chiton venustus är en blötdjursart som först beskrevs av Hull 1923.  Chiton venustus ingår i släktet Chiton och familjen Chitonidae.
Artens utbredningsområde är Queensland. Inga underarter finns listade i Catalogue of Life.